# Platytroctidae
A Platytroctidae a csontos halak (Osteichthyes) főosztályának sugarasúszójú halak (Actinopterygii) osztályába és a bűzöslazac-alakúak (Osmeriformes) rendjébe tartozó család.

## Rendszerezés
A családba az alábbi 13 nem és 39 faj tartozik
- Barbantus (Parr, 1951) - 2 faj
  - Barbantus curvifrons
  - Barbantus elongatus

- Holtbyrnia (Parr, 1937) - 9 faj
  - Holtbyrnia anomala
  - Holtbyrnia cyanocephala
  - Holtbyrnia innesi
  - Holtbyrnia intermedia
  - Holtbyrnia laticauda
  - Holtbyrnia latifrons
  - Holtbyrnia macrops
  - Holtbyrnia melanocephala
  - Holtbyrnia ophiocephala

- Matsuichthys (Sazonov, 1992) - 1 faj
  - Matsuichthys aequipinnis

- Maulisia (Parr, 1960) - 5 faj
  - Maulisia acuticeps
  - Maulisia argipalla
  - Maulisia isaacsi
  - Maulisia mauli
  - Maulisia microlepis

- Mentodus (Parr, 1951) - 8 faj
  - Mentodus bythios
  - Mentodus crassus
  - Mentodus eubranchus
  - Mentodus facilis
  - Mentodus longirostris
  - Mentodus mesalirus
  - Mentodus perforatus
  - Mentodus rostratus

- Mirorictus (Parr, 1947) - 1 faj
  - Mirorictus taningi

- Normichthys (Parr, 1951) - 3 faj
  - Normichthys herringi
  - Normichthys operosus
  - Normichthys yahganorum

- Pectinantus (Sazonov, 1986) - 1 faj
  - Pectinantus parini

- Persparsia (Parr, 1951) - 1 faj
  - Persparsia kopua

- Platytroctes (Günther, 1878) - 2 faj
  - Platytroctes apus
  - Platytroctes mirus

- Sagamichthys (Parr, 1953) - 3 faj
  - Sagamichthys abei
  - Sagamichthys gracilis
  - Sagamichthys schnakenbecki

- Searsia (Parr, 1937) - 1 faj
  - Searsia koefoedi

- Searsioides (Sazonov, 1977) - 2 faj
  - Searsioides calvala
  - Searsioides multispinus